# Aérodrome de Benbecula
L'aéroport de Benbecula (code IATA : BEB • code OACI : EGPL) est un aérodrome situé sur l'île de Benbecula, dans les Hébrides extérieures, en Écosse. Il est installé près du village de Balivanich (Baile a’ Mhanaich en gaélique), au nord de l'île. Il s'agit de l'un des trois aérodromes commerciaux de l'archipel des Hébrides extérieures.

Son gestionnaire est la société Highlands & Islands Airports Limited (HIAL).

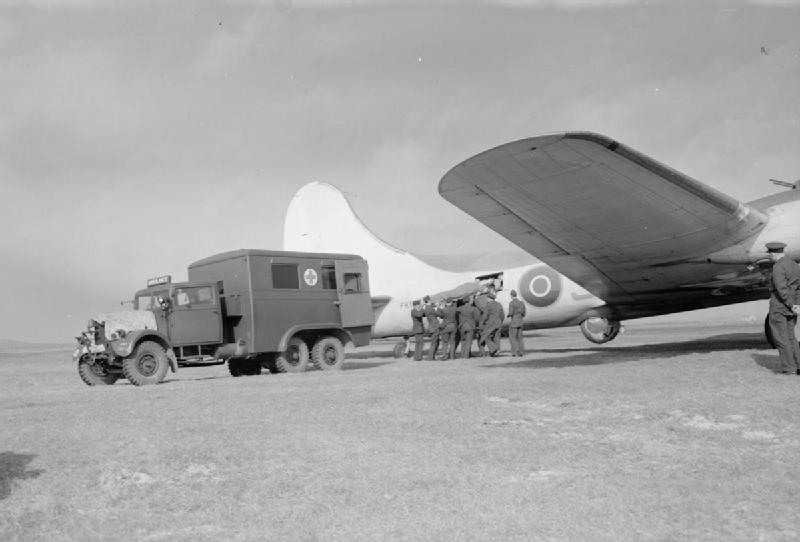
Évacuation d'un malade dans une Forteresse Volante du No220 Squadron à l'aérodrome de Benbecula pendant la Seconde Guerre mondiale.

## Situation

### Carte des aéroports d'Écosse
| Aberdeen Barra Benbecula Campbeltown Colonsay Dundee Eday Édimbourg Fair Isle Foula Glasgow Glasgow-Prestwick Inverness Islay Kirkwall North Ronaldsay Oban Papa Westray Sanday Stornoway Stronsay Sumburgh Tingwall Tiree Westray Wick |

### Carte des aéroports des Hébrides intérieures
| Colonsay Tiree Oban Coll Islay Campbeltown |

## Statistiques
Pour des raisons techniques, il est temporairement impossible d'afficher le graphique qui aurait dû être présenté ici.

Voir la requête brute et les sources sur Wikidata.

## Compagnies et destinations
| Compagnies | Destinations       |
| ---------- | ------------------ |
| Loganair   | Glasgow, Stornoway |

Actualisé le 26/03/2023